# أليكساندر بلوخ
أليكساندر بلوخ (بالفرنسية: Alexandre Bloch) (و. 1857 – 1919 م) كان رسام، من فرنسا، ولد في باريس، توفي في الدائرة العشرون في باريس، عن عمر يناهز 62 عاماً.

## معرض صور

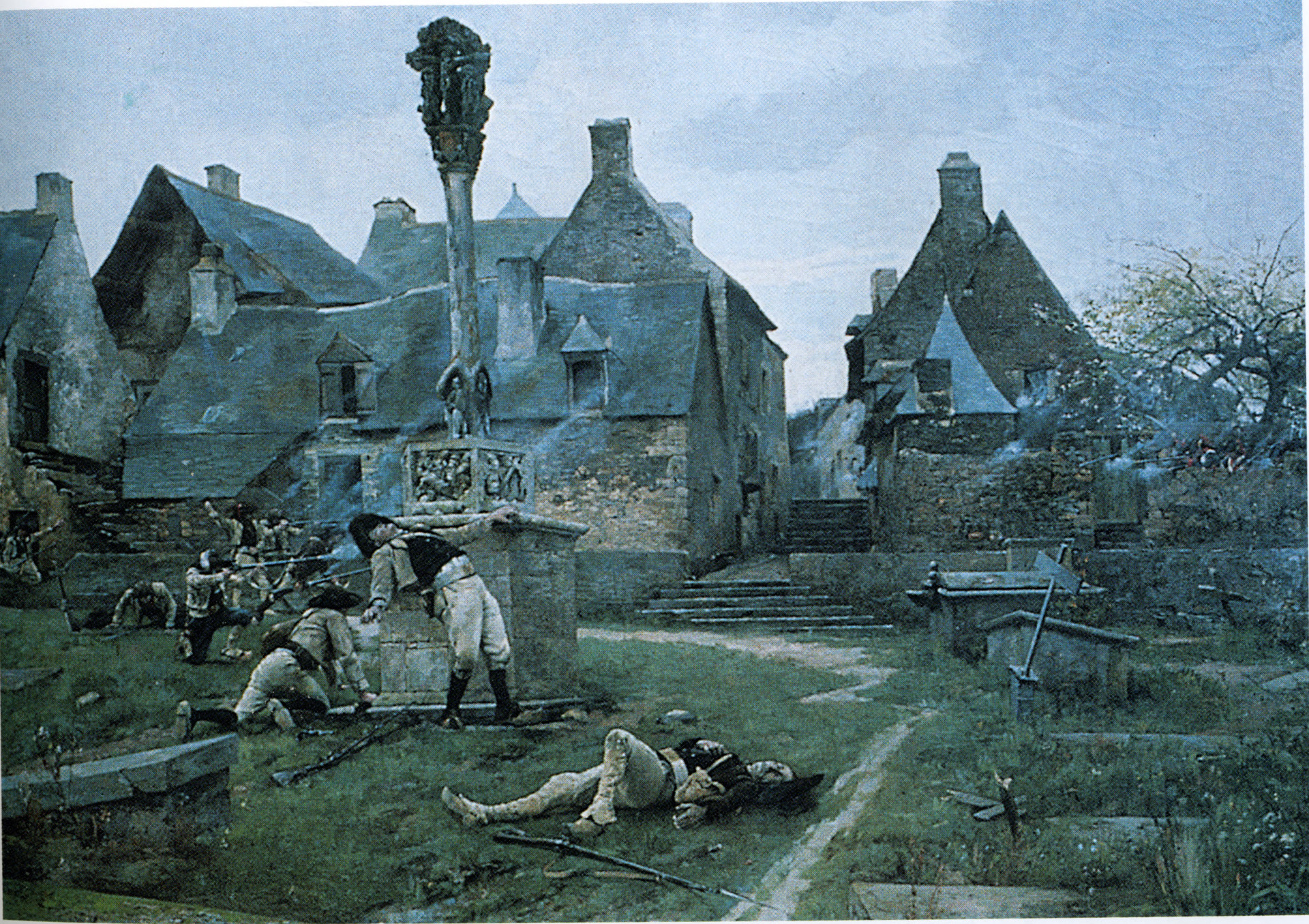
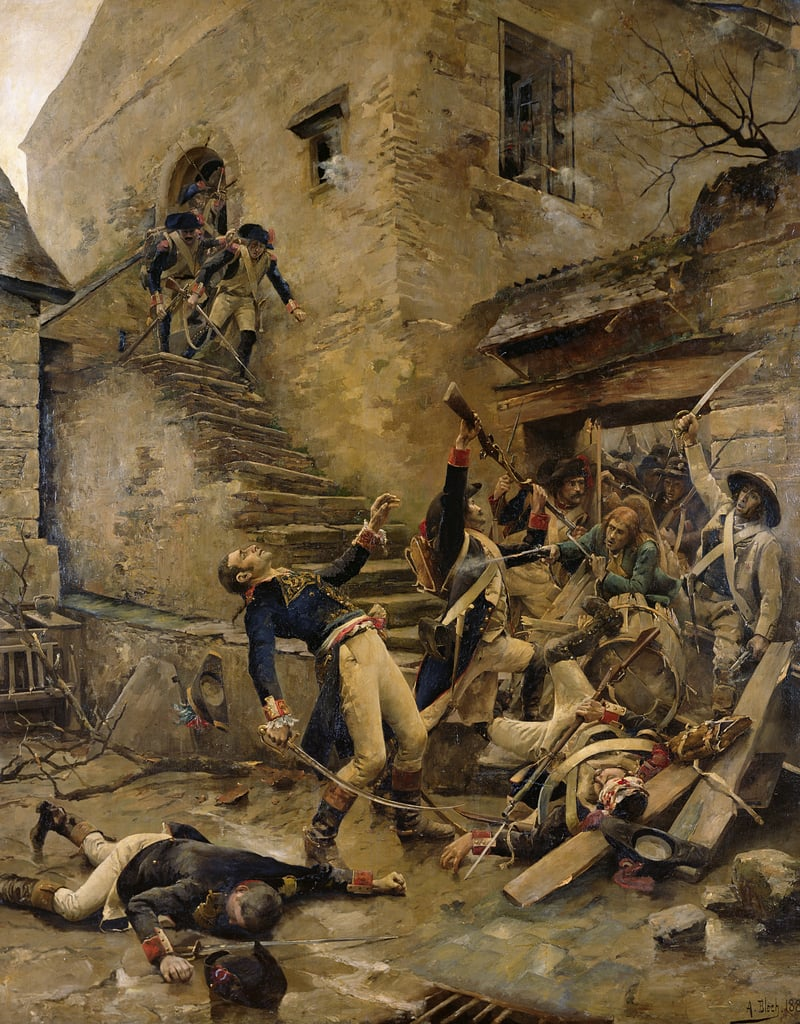
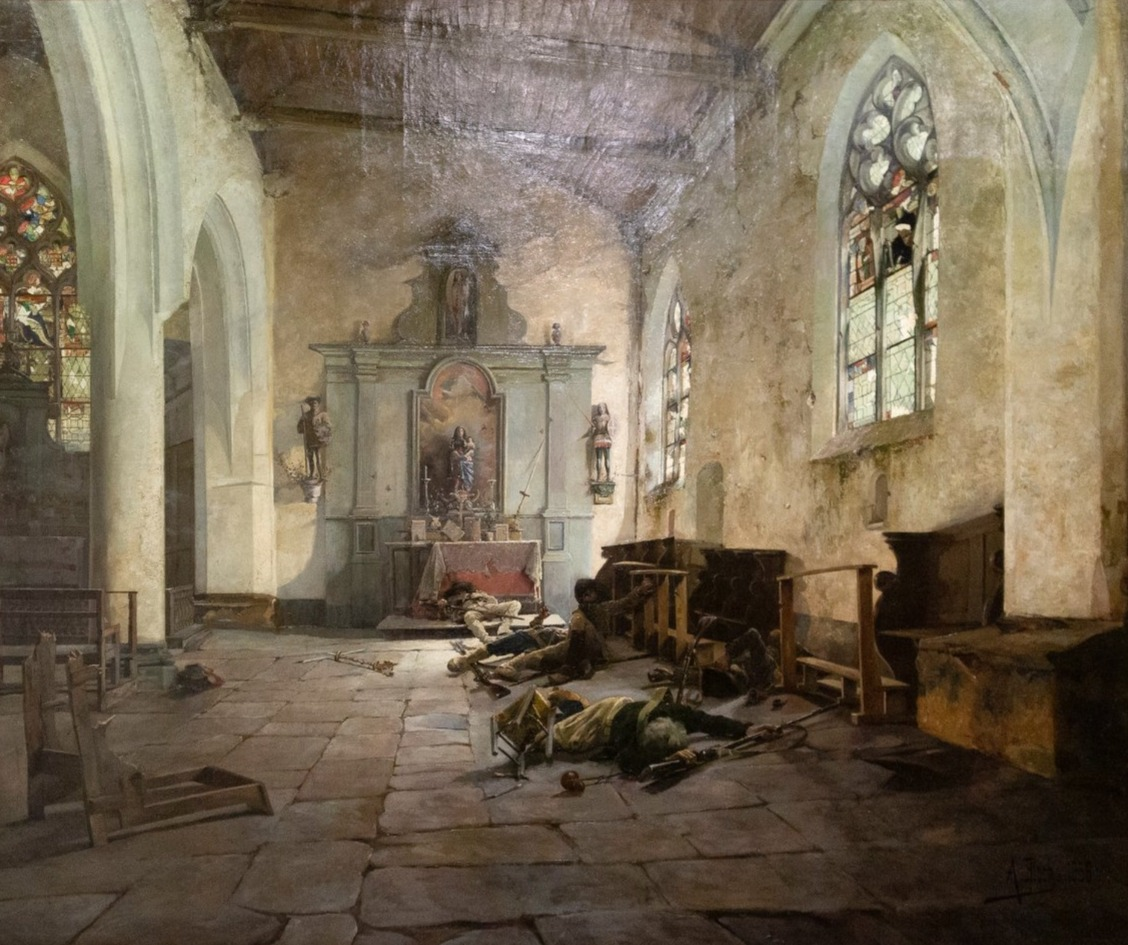
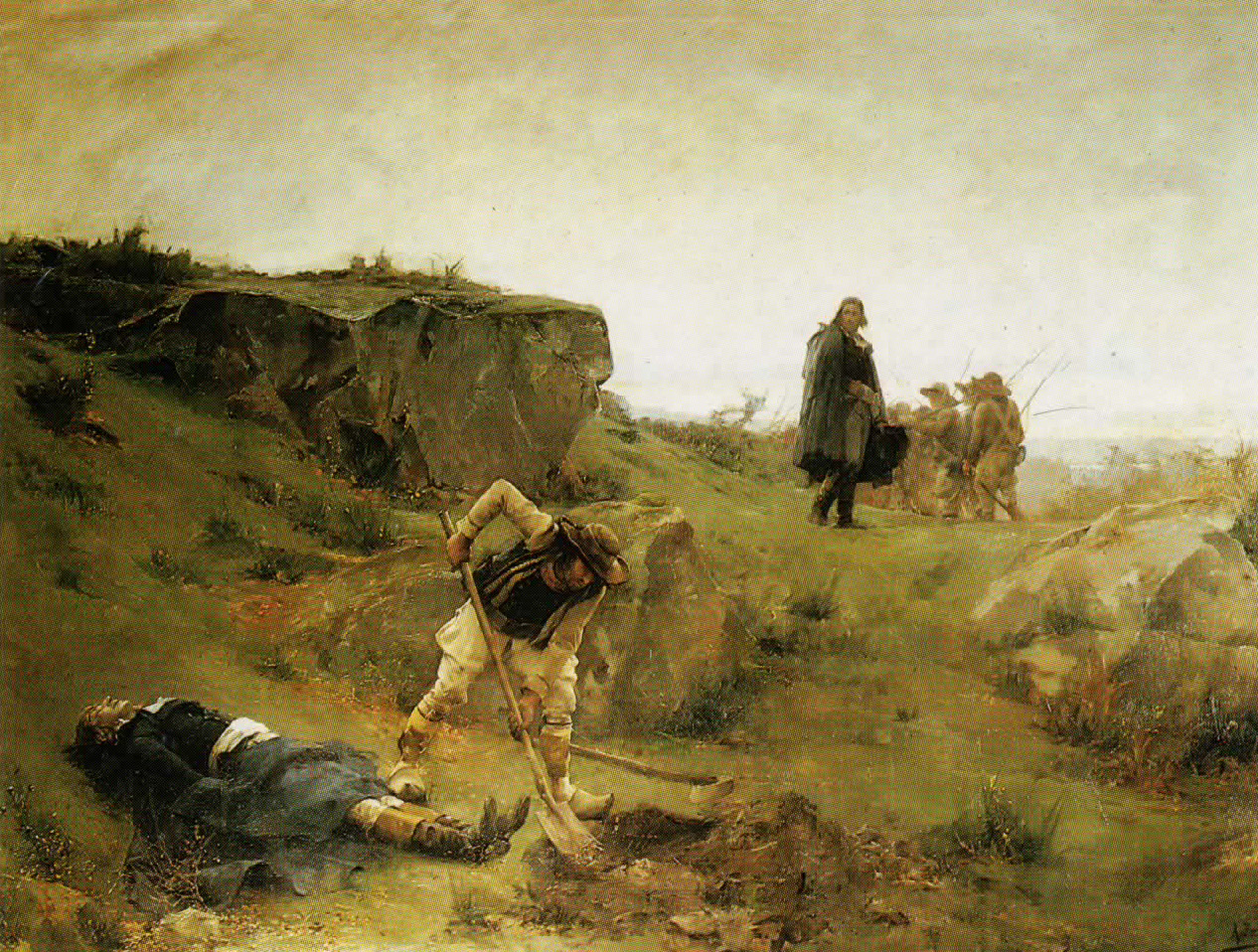